# Большие Бережки (Калининградская область)
Большие Бережки — посёлок в Славском районе Калининградской области. Входит в состав Тимирязевского сельского поселения.

## Население
| 2002 | 2010 |
| ---- | ---- |
| 163  | ↘153 |

## История
В 1753—1755 годах в замке Раутенбург в семействе графа Гебхарда Иоганна Кайзерлинга жил в качестве учителя детей графа будущий философ Иммануил Кант.
В 1938 году Альт Ляппинен был переименован в Раутенскирх.
7 мая 1945 года в замке Раутенбург произошёл пожар.
В 1946 году Раутенскирх был переименован в поселок Большие Бережки.